# بطولة أمم إفريقيا لكرة السلة 2021
بطولة أمم أفريقيا لكرة السلة 2021 هي النسخة ال30 من بطولة أمم أفريقيا لكرة السلة أستضافتها رواندا  في الفترة من 24 أغسطس حتى 5 سبتمبر 2021. شارك في البطولة 16 فريق وأستطاع المنتخب التونسي الحفاظ على لقبه بعد أن تغلب في النهائي على منتخب ساحل العاج بينما حصل المنتخب السنغالي على الميدالية البرونزية.